# سدیم هگزامتافسفات
سدیم هگزامتافسفات (به انگلیسی: Sodium hexametaphosphate) با فرمول شیمیایی Na
6P
6O
18 یک ترکیب شیمیایی با شناسه پاب‌کم ۲۴۹۶۸ است. که جرم مولی آن 611.7704 g mol-1 می‌باشد. شکل ظاهری این ترکیب، بلورهای سفید است.
هگزا متا فسفات سدیم، از نظر شکل ظاهری ترکیبی جامد و سفید رنگ است و در آب محلول می‌باشد. این ترکیب، توانایی جذب رطوبت هوا را دارد و می‌تواند با یون‌های فلزی واکنش دهد. به عنوان یک گیرنده استفاده می‌شود و در طیف گسترده‌ای از صنایع از جمله افزودنی غذایی، کاربرد دارد. کربنات سدیم گاهی به SHMP اضافه می‌شود تا pH را به ۸٫۰ الی ۸٫۶ برساند، که باعث تولید تعدادی از محصولات SHMP برای نرم شدن آب و مواد شوینده می‌شود.

### تاریخچه هگزا متا فسفات سدیم
اسید هگزامتافسفریک در سال ۱۸۴۹ توسط شیمیدان آلمانی تئودور فلیتمن نامگذاری شد. تا سال ۱۹۵۶، تجزیه و تحلیل کروماتوگرافی هیدرولیزهای نمک گراهام (سدیم پلی فسفات) وجود آنیون‌های حلقوی حاوی بیش از چهار گروه فسفات را نشان داد؛ این یافته‌ها در سال ۱۹۶۱ تأیید شد. در سال ۱۹۶۳، اریش تیلو و اولریش شولکه شیمی دانان آلمانی موفق شدند با گرم کردن تری متافسفات سدیم بی آب، هگزا متا فسفات سدیم را تهیه کنند.

#### جدول مشخصات فنی هگزا متا فسفات سدیم
| فرمول شیمیایی | (NaPO3)6                                         |
| شکل ظاهری     | جامد بلوری سفید                                  |
| دانسیته       | 2.48 g/cm³                                       |
| نقطه ذوب      | ۶۲۸ °C                                           |
| نقطه جوش      | ۱٬۵۰۰ °C                                         |
| انحلال پذیری  | محلول در آب است و در حلال‌های آلی نامحلول می‌باشد. |
| جرم مولکولی   | 611.77 g/mol                                     |

#### فرایند تولید هگزامتا فسفات سدیم
برای تولید اسید سدیم پیرو فسفات، ابتدا ارتو فسفات مونو سدیم را حرارت می‌دهند که هگزامتا فسفات سدیم با حرارت دادن ارتو فسفات مونو سدیم تولید می‌شود.
2NaH2PO4 →Na2H2P2O7+H2O
سپس، پیرو فسفات گرم می‌شود و هگزامتافسفات سدیم مربوط را تولید می‌کند:
3Na2H2P2O7 →(NaPO3)6 +3H2O
به دنبال آن خنک سازی سریع انجام می‌شود.

#### واکنش‌های هگزا متا فسفات سدیم
SHMP در محلول آبی، به ویژه در شرایط اسیدی، به سدیم تری متا فسفات و سدیم ارتو فسفات هیدرولیز می‌شود. در اثر حرارت دادن هگزا متا فسفات سدیم، ترکیبات مونو سدیم ارتو فسفات و مونو سدیم پیرو فسفات تولید می‌شود.

### کاربرد هگزا متا فسفات سدیم
- یک استفاده قابل توجه برای هگزامتا فسفات سدیم به عنوان یک پراکنده کننده یا دیسپرسانت می‌باشد.
- به عنوان عامل بازدارنده رسوب، در سیستم‌های اسمز معکوس، RO، یا همان آب شیرین کن مورد مصرف می‌باشد.
- برای تولید ذرات سرامیکی، یکی از مواد پایه محسوب می‌شود.
- همچنین از آن به عنوان عامل پراکنده ساز برای تجزیه رس و سایر انواع خاک برای ارزیابی بافت خاک استفاده می‌شود.
- این ماده به عنوان یک ماده فعال در خمیردندان‌ها به عنوان ماده ضد لک و پیشگیری از تارتار استفاده می‌شود.
- در صنایع غذایی برای تولید انواع نوشیدنی انرژی زا NOS حاوی هگزامتافسفات سدیم است.
- برای تولید انواع مواد افزودنی غذایی استفاده می‌شود.
- SHMP به عنوان یک امولسیون کننده استفاده می‌شود.
- در صنایع لبنی برای تولید شیر پاکتی، پودرهای پنیر، خامه زده شده از هگزامتافسفات سدیم خوراکی استفاده می‌شود.
- در کارخانجات غذایی برای تولید سفیده تخم مرغ بسته‌بندی شده نیز از گرید خوراکی هگزامتا فسفات سدیم استفاده می‌کنند.
- برای گوشت گاو، فیله ماهی، ژله میوه ای، دسرهای منجمد، سس سالاد، شاه ماهی، غلات صبحانه، بستنی، آبجو و نوشیدنی‌های بطری شده، نیز از SHMPاستفاده می‌شود.

#### اطلاعات ایمنی و شرایط نگهداری هگزا متا فسفات سدیم
این ترکیب شیمیایی، برای سلامتی انسان مضر نیست. اما به کلیه پرسنل اعلام می‌شود که به هنگام کار با این ماده، تمام موارد ایمنی و نکات کار با مواد شیمیایی را رعایت فرمایند. در اثر برخورد هگزامتا فسفات سدیم با پوست دست و چشم، امکان التهاب و تحریک آن‌ها وجود دارد. به هنگام برخورد ناگهانی این ماده با پوست، محل تماس را با آب فراوان بشویید. شستشوی چشم‌ها پس از تماس با این ماده توسط آب سرد باید انجام شود.
هگزا متا فسفات سدیم، خاصیت اشتعال پذیری ندارد یا در واقع می‌توان گفت که جزو مواد غیرقابل اشتعال است. این ماده را نباید در مجاورت منابع تولید گرما، یا در مجاورت حرارت، نور مستقیم خورشید یا جرقه قرار داد، زیرا موجب تجزیه و ایجاد کف سمی اکسید سدیم می‌شود.
هگزا متا فسفات سدیم باید در مکانی خشک و خنک و به دور از نور آفتاب نگهداری شود. هگزا متا فسفات سدیم از نظر زیست‌محیطی برای انسان، جانوران و گیاهان خطری ندارد.